# Zdzisław Cozac
Zdzisław Cozac (ur. 18 stycznia 1957) – polski scenarzysta, producent, reżyser filmowy i operator.
Filmowiec współpracujący z Telewizją Polską. Autor filmów dokumentalnych. W 2005 zrealizował film dokumentalny Święty Krzyż o sanktuarium na Łyścu. W tym samym roku wraz ze Stanisławem Fiukiem-Cisowskim nakręcił film przyrodniczy Świętokrzyski Park Narodowy. W 2008, według koncepcji Cozaca, zrealizowano dwunastoodcinkowy cykl filmów popularno-naukowych Przestrzeń wokół nas. Pierwszym nagrodzonym filmem o tematyce historyczno-archeologicznej zrealizowanym przez Zdzisława Cozaca była Trzcinica – karpacka Troja z roku 2010. Obraz nagrodzono na Festiwalu Filmów Archeologicznych w Krakowie, gdzie przyznano mu Wyróżnienie za nowatorskie przedstawienie wyników badań wykopaliskowych, Nagrodę Publiczności oraz Nagrodę Muzeum Archeologicznego w Krakowie. W 2012 dokumentalista zapoczątkował produkcję filmowego cyklu o początkach państwa piastowskiego – Tajemnice początków Polski, nagrodzonego w 2016 Filmowym Ziemowitem na Przeglądzie Filmów Edukacyjnych "Człowiek w poszukiwaniu wartości" w Kielcach.